# Ruisseau de Roannes
Pour les articles homonymes, voir Roannes.
Pour l’article ayant un titre homophone, voir Roanne (homonymie).
Le ruisseau de Roannes, ou ruisseau de Roques, est un cours d'eau français du Massif central dans le département du Cantal, affluent de la Cère et sous-affluent de la Dordogne.

## Géographie
Selon le Sandre, le ruisseau de Roannes porte dans sa partie amont le nom de ruisseau de Roques. Il prend sa source vers 780 mètres d'altitude, dans le Massif central en Auvergne-Rhône-Alpes, sur la commune de Lafeuillade-en-Vézie, à environ 500 mètres au nord du bourg de Lacapelle-del-Fraisse, et s'écoule vers le nord.
Après avoir reçu sur sa droite le ruisseau de Cantuel, il prend la direction du nord-ouest et se nomme alors ruisseau de Roannes. Le ruisseau du Palat vient le grossir en rive gauche et il passe sous la route départementale (RD) 617. C'est ensuite le ruisseau de Mourcairol qui le rejoint en rive droite juste avant de passer sous la RD 32 et de longer par le sud le bourg de Roannes-Saint-Mary. Au pont de Lascombes, il est franchi par la RD 58 et reçoit sur sa gauche le ruisseau de Faugrand.
Il rejoint la Cère en rive gauche, un kilomètre à l'ouest et en aval du bourg de Sansac-de-Marmiesse, à 552 mètres d’altitude, en limite des communes de Saint-Mamet-la-Salvetat et Sansac-de-Marmiesse.
Son cours, long de 20,1 km, draine un bassin versant de 79 km2.
Son nom se retrouve dans celui de l'ancienne commune de Roannes, devenue Roannes-Saint-Mary, lors de sa fusion avec Saint-Mary en 1844.

## Hydrologie
Le ruisseau de Roannes a été observé depuis 2001 à la station hydrologique de Saint-Mamet-la-Salvetat.

### Le ruisseau de Roannes à Saint-Mamet-la-Salvetat
Le débit du ruisseau de Roannes a été observé sur une période de quinze ans (2001-2015), à la station hydrologique de Saint-Mamet-la-Salvetat (au pont de Lascombes). À cet endroit, à 565 m d'altitude, environ trois kilomètres avant sa confluence avec la Cère, le bassin versant du ruisseau de Roannes représente 75,5 km2, soit plus de 95 % de celui de la totalité du cours d'eau.
Le module y est de 1,35 m3/s.
À Saint-Mamet-la-Salvetat, le ruisseau de Roannes présente des fluctuations saisonnières de débit, avec une période de hautes eaux caractérisée par un débit mensuel moyen évoluant dans une fourchette de 1,48 à 2,55 m3/s, de novembre à mai inclus (avec un maximum en janvier). La période des basses eaux a lieu de juillet à septembre, avec une baisse du débit moyen mensuel allant jusqu'à 0,334 m3/s au mois d'août. Cependant ces chiffres ne sont que des moyennes et les fluctuations de débit peuvent être plus importantes selon les années et sur des périodes plus courtes.

### Étiage ou basses eaux
À l'étiage le VCN3 peut chuter jusque 0,10 m3, en cas de période quinquennale sèche, soit 100 litres par seconde.

### Crues
Les crues peuvent cependant s'avérer importantes. Les QIX 2 et QIX 5 valent respectivement 18 et 28 m3/s. Le QIX 10 est de 35 m3/s, et le QIX 20 de 41 m3/s.
Le débit instantané maximal enregistré à la station de Saint-Mamet-la-Salvetat durant cette période a été de 63,1 m3/s le 3 décembre 2003, à 18 h 4. Si l'on compare cette valeur à l'échelle des QIX de la rivière, cette crue, largement supérieure au QIX 20, était d'un niveau exceptionnel. Le 13 janvier 2004, le débit a atteint la valeur journalière maximale de 39 m3/s.

### Lame d'eau et débit spécifique
À Saint-Mamet-la-Salvetat, le ruisseau de Roannes est un cours d'eau abondant. La lame d'eau écoulée dans son bassin versant y est de 565 millimètres annuellement, ce qui est largement supérieur à la moyenne de la France entière tous bassins confondus (320 millimètres). Le débit spécifique (ou Qsp) du ruisseau de Roannes atteint ainsi le chiffre de 17,9 litres par seconde et par kilomètre carré de bassin.

### Affluents
Le Sandre répertorie treize affluents au ruisseau de Roannes, dont cinq portent un nom. Trois d'entre eux dépassent les quatre kilomètres de longueur ; d'amont vers l'aval, le ruisseau de Cantuel avec 6,8 km, en rive droite ; le ruisseau du Palat avec 4,7 km, en rive gauche ; et le ruisseau de Mourcairol avec 8,6 km, en rive droite.
Parmi les affluents du ruisseau de Roannes, le ruisseau du Palat à lui-même un sous-affluent, un ruisseau sans nom long de 2,4 km. C'est aussi le cas pour le ruisseau de Mourcairol qui a un sous-affluent, autre ruisseau sans nom long de 1,2 km.
De ce fait, le rang de Strahler du ruisseau de Roannes est de quatre.

### Communes et département traversés
À l'intérieur du seul département du Cantal, le ruisseau de Roannes arrose cinq communes, soit d'amont vers l'aval : Lafeuillade-en-Vézie (source), Prunet, Roannes-Saint-Mary, Saint-Mamet-la-Salvetat (confluence), et Sansac-de-Marmiesse (confluence).

## Environnement
Sur la commune de Roannes-Saint-Mary et très partiellement sur celle de Prunet, entre les lieux-dits le Moulin de Fageonel et le Frajet, le ruisseau de Roannes s'écoule sur environ deux kilomètres et demi dans une zone naturelle d'intérêt écologique, faunistique et floristique (ZNIEFF) de type 1 qui s'étend sur 65,62 hectares,. C'est une vallée resserrée à dominante boisée où se reproduit une espèce de chauve-souris, le petit rhinolophe (Rhinolophus hipposideros).

## Monuments ou sites remarquables à proximité
- À Sansac-de-Marmiesse se trouvent l'église Saint-Sauveur, gothique des XVe et XVIe siècles[11], et le château de Veyrières, avec un donjon datant des XIIIe et XIVe siècles[12].

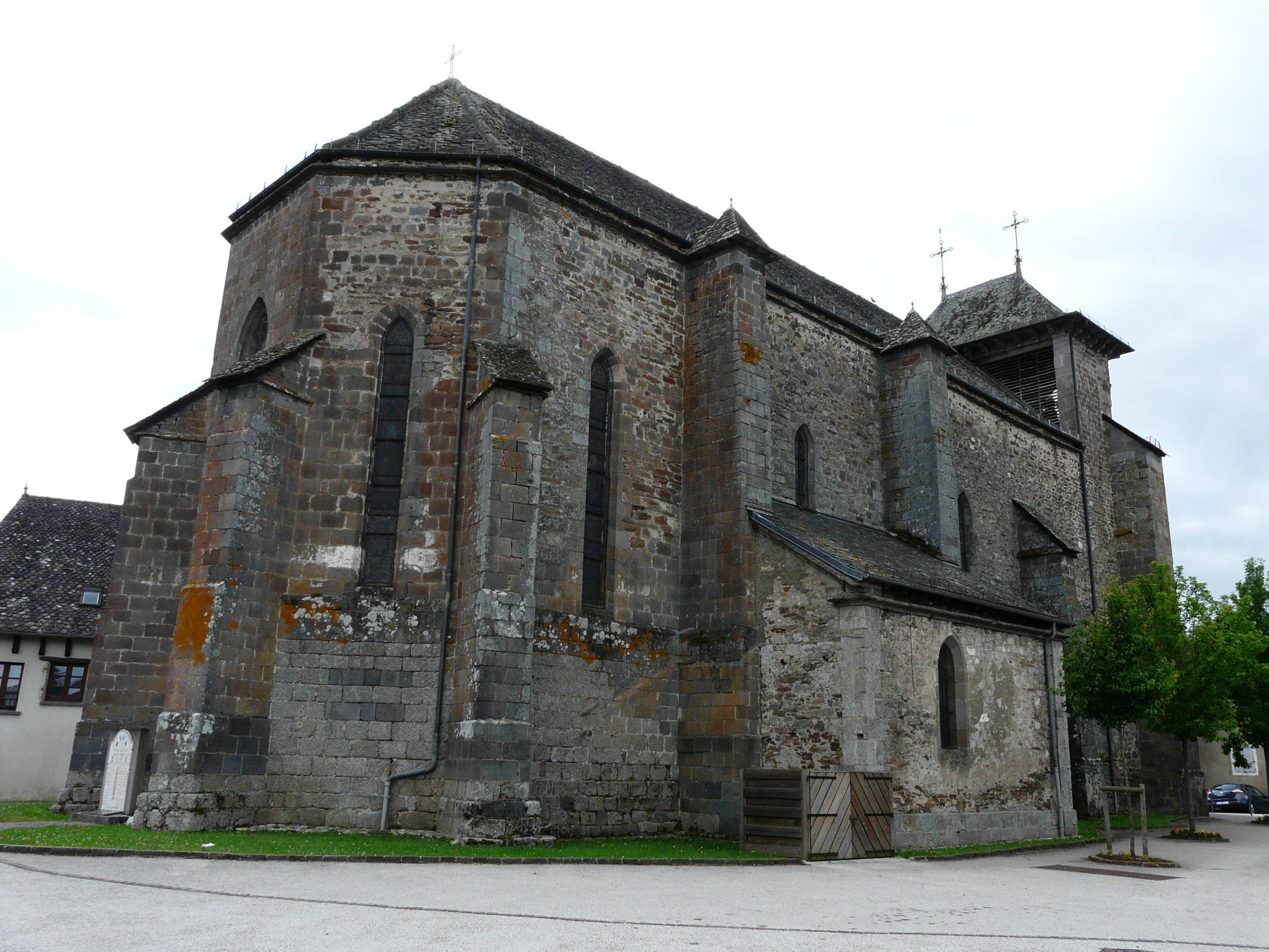
L'église Saint-Sauveur.
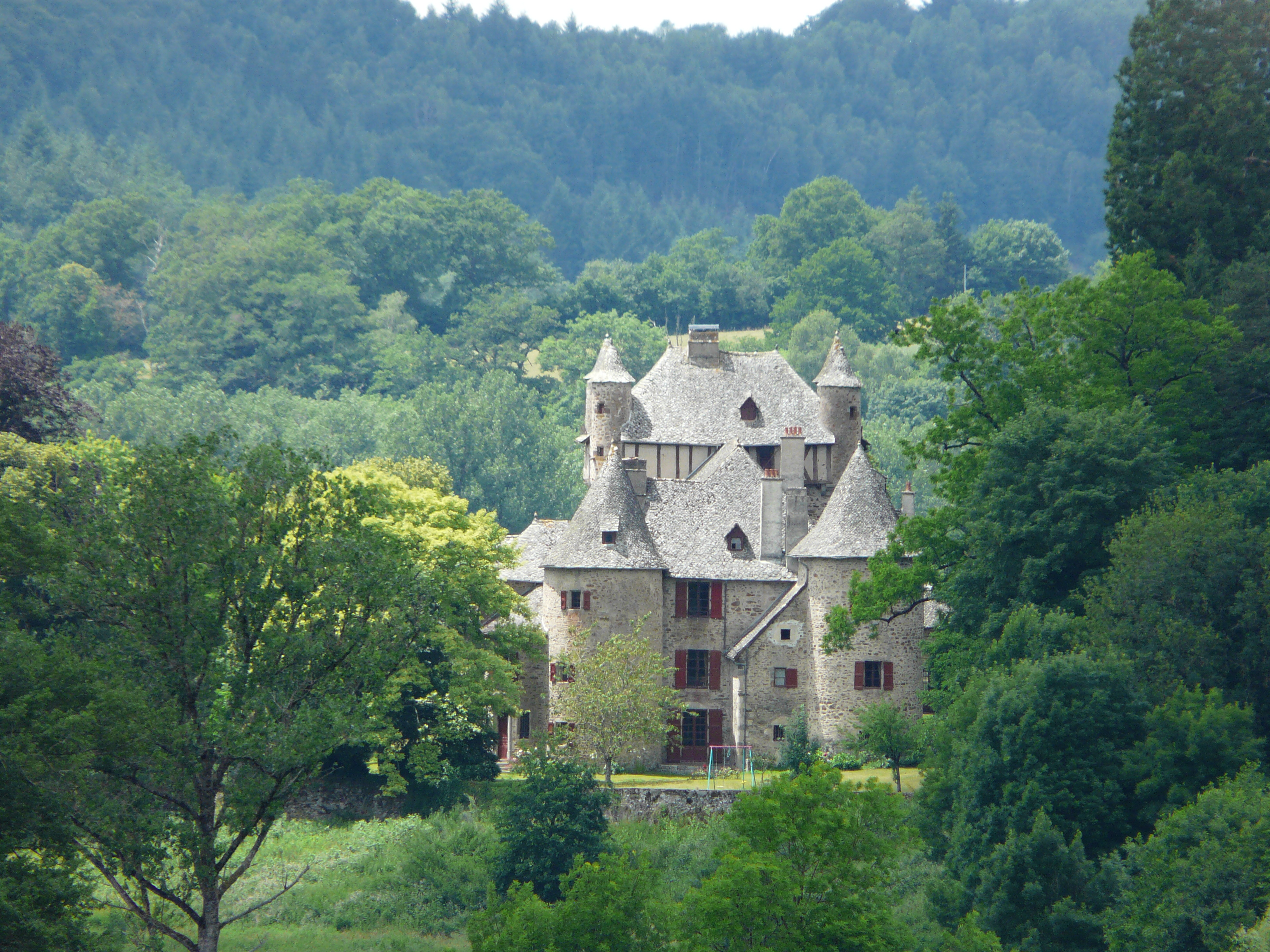
Le château de Veyrières.